# Praski zamach stanu 1948

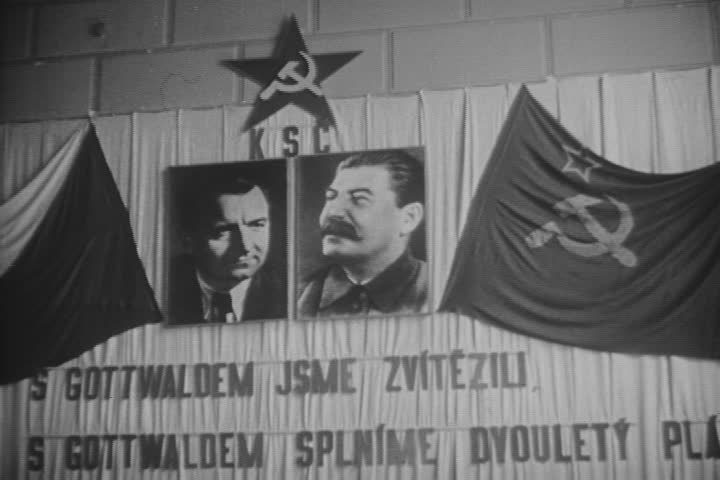
Portrety Klementa Gottwalda i Józefa Stalina oraz flagi Czechosłowacji i ZSRR w czasie zjazdu Komunistycznej Partii Czechosłowacji w 1947 roku

Praski zamach stanu 1948 (cz. Únor 1948) – faktyczne przejęcie całości władzy w Czechosłowacji przez Komunistyczną Partię Czechosłowacji (KSČ), z poparciem ZSRR, dokonane w dniach 20–25 lutego 1948 roku w Pradze. Przy zachowaniu fasady demokracji parlamentarnej i pozorów systemu wielopartyjnego wprowadzona została dyktatura partii komunistycznej, kierowanej przez Klementa Gottwalda. Dotychczasowe partie niekomunistyczne zostały przekształcone w niesamodzielne ugrupowania satelickie KSČ, a ich kierownictwa przejęte przez osoby podporządkowane Komunistycznej Partii Czechosłowacji. Przewrotowi towarzyszyły czystki personalne i aresztowania przeciwników partii komunistycznej przez podporządkowaną KSČ Státní bezpečnost. Bezpośrednio po przewrocie w niewyjaśnionych okolicznościach zginął minister spraw zagranicznych Jan Masaryk. Tysiące osób udało się na emigrację.
9 maja 1948 roku parlament przyjął nową konstytucję, określającą nowo powstałą Republikę Czechosłowacką jako demokrację ludową, 30 maja odbyły się wybory parlamentarne, w których dopuszczono głosowanie wyłącznie na jedną listę Frontu Narodowego Czechów i Słowaków (KSČ, partie i organizacje satelitarne). 7 czerwca 1948 roku prezydent Republiki Edvard Beneš podał się do dymisji, 14 czerwca 1948 roku stanowisko prezydenta objął Klement Gottwald.
Szok wywołany na Zachodzie przejęciem władzy w Czechosłowacji przez komunistów przyspieszył konsolidację bloku zachodniego w sytuacji rozwijającej się zimnej wojny. Konsekwencjami były energiczne wdrażanie Planu Marshalla, skuteczne przeciwdziałanie próbom dojścia do władzy partii komunistycznych we Francji i Włoszech, konsolidacja zachodnich stref okupacyjnych Niemiec w Trizonię, a następnie powołanie Republiki Federalnej Niemiec oraz budowa zachodniego systemu bezpieczeństwa zbiorowego poprzez utworzenie NATO.
System polityczny władzy partii komunistycznej w Czechosłowacji ukształtowany w lutym 1948 roku przetrwał z modyfikacjami do swego upadku w 1989 roku, w czasie Jesieni Ludów.